# 李满
李满（Charles Leaman）美北长老会差会传教士。
1874年，李满受美北长老会差会差遣，前往中国传教，驻苏州。后调往南京，是南京的最早的长老会传教士之一。1884年，李满在南京汉西门内的四根杆子建成四根杆子礼拜堂，为南京的第一座教堂；李满师母开办了明德女书院。
李满的两个女儿李美琳（Mary A. Leaman）和李二小姐（Lucy A. Leaman）均在美国接受教育后，分别于1901年和1909年返回南京传教。